# 1945 год в автомобилестроении
Список событий в автомобилестроении в 1945 году.

## События
- 16 января — Шарль Де Голль подписал акт о национализации Рено. Годом ранее один из основателей компании Луи Рено, обвинённый после освобождения Франции в коллаборационизме, был арестован и умер в тюрьме при невыясненных обстоятельствах. Его потомки до сих пор пытаются отсудить у правительства компенсацию за незаконный захват семейного бизнеса[1].
- 4 февраля — родился Патрик Ле Кеман — шеф-дизайнер и конструктор автомобилей Renault с 1987 по 2009 год.
- 11 апреля — американские военные заняли «Город автомобиля КДФ», остановили военное производство и освободили военнопленных, работавших на заводе. Город вскоре переименовали в Вольфсбург и уже в конце года здесь были собраны первые «народные автомобили» Фольксваген, которые позже назвали «Жуками»[2].

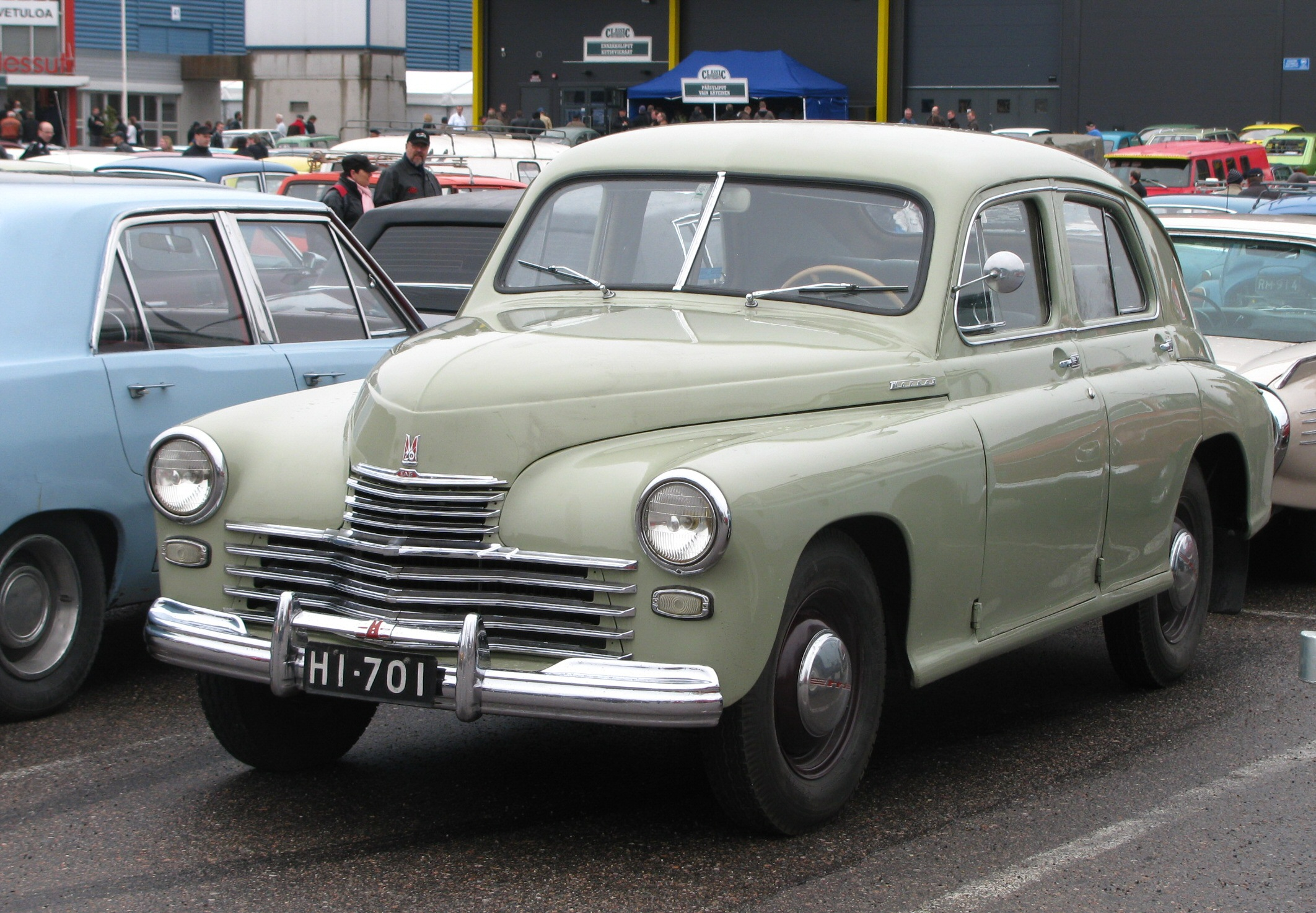
ГАЗ-М-20 «Победа»

- 19 июня — готовый автомобиль «Победа» показали руководству страны во главе со Сталиным. В августе вышло постановление Государственного комитета обороны предписывавшее освоить выпуск автомобиля в кратчайшие сроки. Летом 1946 года он был запущен в производство. Спешка, неготовность конструкции и технологии к массовому производству привели к тому, что в 1948 году конвейер был остановлен. Через год, после существенной доработки выпуск был возобновлён и продолжался до 1958 года, всего было изготовлено почти 250 тысяч автомобилей[3].
- 14 августа — завод Тойота в городе Тоёта был подвергнут налёту авиации, почти четверть завода была полностью разрушена. На следующий день, когда начались восстановительные работы, император Японии объявил о капитуляции и окончании войны[4].
- 31 августа — был подписан приказ Народного Комиссара Путей Сообщения о строительстве в Кременчуге Завода мостовых конструкций. В 1956 году он был преобразован в Комбайновый завод, на базе которого в 1958 году был создан завод по изготовлению большегрузных автомобилей — Кременчугский автомобильный завод[5].
- 16 сентября — за успешное выполнение заданий Государственного комитета обороны по выпуску артиллерийских самоходных установок Горьковскии автозавод награждён орденом Отечественной войны первой степени[6].
- 21 сентября — Генри Форд II, внук основателя компании стал президентом «Форд мотор компани»[7].